# Dragana Zarić
Dragana Zarić (* 1. August 1977 in Vršac, Jugoslawien) ist eine ehemalige serbische Tennisspielerin.

## Karriere
Dragana Zarić gewann bei Turnier des ITF Women’s Circuits insgesamt vier Einzel- und 26 Doppeltitel.
Ihr bestes Ergebnis auf der WTA Tour war das Finale bei den Colortex Budapest Grand Prix 2001 in Budapest mit Zsófia Gubacsi, das sie gegen Tathiana Garbin/Janette Husárová mit 1:6, und 3:6 verlor.
Von 1995 bis 2005 spielte sie für die serbische Fed-Cup-Mannschaft, mit einer Bilanz von 33:19.

## Erfolge

### Einzel
Turniersiege 
| Nr. | Datum        | Turnier     | Kategorie   | Belag           | Finalgegnerin          | Ergebnis        |
| --- | ------------ | ----------- | ----------- | --------------- | ---------------------- | --------------- |
| 1.  | Oktober 1995 | Nicosia     | ITF $10.000 | Sand            | Antoaneta Pandscherowa | 6:2, 6:3        |
| 2.  | Mai 2000     | Hatfield    | ITF $10.000 | Sand            | Camille Pin            | 7:64, 6:4       |
| 3.  | Oktober 2000 | Cardiff     | ITF $50.000 | Teppich (Halle) | Laurence Courtois      | 7:5, 5:7, 6:4   |
| 4.  | Oktober 2004 | Herceg Novi | ITF $10.000 | Sand            | Maša Zec Peškirič      | 6:74, 6:4, 7:65 |

### Doppel

#### Turniersiege
| Nr. | Datum          | Turnier     | Kategorie   | Belag             | Partnerin           | Finalgegnerinnen                                   | Ergebnis      |
| --- | -------------- | ----------- | ----------- | ----------------- | ------------------- | -------------------------------------------------- | ------------- |
| 1.  | März 1996      | Buchen      | ITF $10.000 | Sand              | Marina Lazarovska   | Lisa Fritz Katerina Tikhankina                     | 6:4, 4:6, 6:4 |
| 2.  | Mai 1996       | Balaguer    | ITF $10.000 | Sand              | Ariadne Katsoulis   | Patricia Aznar Yolanda Clemot-Lerendegui           | 7:5, 6:4      |
| 3.  | Januar 1997    | Båstad      | ITF $10.000 | Hartplatz (Halle) | Annica Lindstedt    | Anna-Karin Svensson Patty Van Acker                | 6:7, 7:6, 6:3 |
| 4.  | Februar 1997   | Rungsted    | ITF $10.000 | Teppich (Halle)   | Kristina Pojatina   | Linda Jansson Annica Lindstedt                     | 4:6, 7:5, 6:4 |
| 5.  | April 1997     | Angilli     | ITF $10.000 | Sand              | Sandra Načuk        | Tzipora Obziler Anna Smaschnowa                    | 6:4, 6:2      |
| 6.  | Mai 1997       | Skopje      | ITF $10.000 | Sand              | Teodora Nedeva      | Laura Fodorean Katia Altilia                       | 6:3, 6:2      |
| 7.  | Mai 1998       | Novi Sad    | ITF $10.000 | Sand              | Tatjana Ječmenica   | Antoaneta Pandscherowa Dessislawa Topalowa         | 6:2, 7:5      |
| 8.  | Februar 1999   | Redbridge   | ITF $25.000 | Hartplatz         | Nóra Köves          | Lenka Němečková Patricia Wartusch                  | 6:1, 6:4      |
| 9.  | März 1999      | Biel        | ITF $25.000 | Hartplatz         | Nóra Köves          | Laura Bao Marylene Losey                           | 6:2, 6:2      |
| 10. | Oktober 1999   | Welwyn      | ITF $25.000 | Hartplatz         | Maja Matevžič       | Magda Mihalache Zuzana Váleková                    | 7:6, 5:7, 6:2 |
| 12. | Mai 2000       | Swansea     | ITF $10.000 | Sand              | Nóra Köves          | Natalja Jegorowa Jekaterina Syssojewa              | 2:6, 6:4, 6:3 |
| 13. | Oktober 2000   | Welwyn      | ITF $25.000 | Hartplatz         | Shelley Bryce       | Adriana Serra Zanetti Antonella Serra Zanetti      | 4:0, 5:3, 4:1 |
| 14. | September 2001 | Bordeaux    | ITF $75.000 | Sand              | Sandra Načuk        | Conchita Martínez Granados Antonella Serra Zanetti | 6:2, 7:66     |
| 15. | Februar 2002   | Sutton      | ITF $25.000 | Teppich (Halle)   | Sylvia Plischke     | Maret Ani Galina Fokina                            | 7:5, 6:3      |
| 16. | Mai 2002       | Bromma      | ITF $25.000 | Sand              | Katarina Mišić      | Joana Cortez Tiffany Dabek                         | 6:4, 6:4      |
| 17. | Mai 2002       | Turin       | ITF $25.000 | Sand              | Katarina Mišić      | Erica Krauth Katalin Marosi                        | 7:65, 6:3     |
| 18. | August 2002    | Aosta       | ITF $25.000 | Sand              | Katarina Mišić      | Maria Fernanda Alves Andreea Ehritt-Vanc           | 7:5, 7:66     |
| 19. | Oktober 2002   | Southampton | ITF $25.000 | Hartplatz (Halle) | Amanda Hopmans      | Līga Dekmeijere Yvonne Doyle                       | 6:2, 6:1      |
| 20. | März 2003      | Ostrava     | ITF $25.000 | Hartplatz (Halle) | Roberta Vinci       | Galina Woskobojewa Magdalena Zděnovcová            | 6:3, 7:5      |
| 21. | September 2003 | Sofia       | ITF $25.000 | Sand              | Dessislawa Topalowa | Daniela Klemenschits Sandra Klemenschits           | 6:3, 7:5      |
| 22. | Mai 2004       | Stockholm   | ITF $25.000 | Sand              | Nadseja Astrouskaja | Sofia Arvidsson Hanna Nooni                        | 7:63, 6:3     |
| 23. | Oktober 2004   | Podgorica   | ITF $10.000 | Sand              | Katarina Mišić      | Janette Bejlková Biljana Pawlowa-Dimitrova         | 6:1, 6:2      |
| 24. | Oktober 2004   | Herceg Novi | ITF $10.000 | Sand              | Katarina Mišić      | Alja Zec Peškirič Maša Zec Peškirič                | 6:1, 6:2      |
| 25. | November 2004  | Kairo       | ITF $10.000 | Sand              | Katarina Mišić      | Galina Fokina Raissa Gurewitsch                    | 7:5, 6:4      |
| 26. | Dezember 2004  | Kairo       | ITF $10.000 | Sand              | Katarina Mišić      | Galina Fokina Raissa Gurewitsch                    | 6:2, 6:2      |

#### Finalteilnahmen
| Nr. | Datum      | Turnier  | Kategorie  | Belag | Partnerin      | Siegerinnen                      | Ergebnis |
| --- | ---------- | -------- | ---------- | ----- | -------------- | -------------------------------- | -------- |
| 1.  | April 2001 | Budapest | WTA Tier V | Sand  | Zsófia Gubacsi | Tathiana Garbin Janette Husárová | 1:6, 3:6 |